# Jayne Hitchcock
Jayne A. Hitchcock (* 9. November 1958 in Saco, Maine) ist eine amerikanische Autorin und Aktivistin gegen Cyberstalking.

## Leben
Jayne Hitchcock arbeitete in den 1990er Jahren als Autorin von Kinderbüchern. Mit ihrem damaligen Mann, einem Angehörigen des US Marine Corps, lebte sie vorübergehend in Okinawa, Japan. Sie kehrte Ende 1995 nach Maryland zurück und war dort auf der Suche nach einem Agenten.

### Auseinandersetzung mit Woodside
Im Januar 1996 sandte Hitchcock, auf eine Anzeige in einer Usenet Newsgroup hin, ein Manuskript an die Woodside Literacy Agency. Sie erhielt einen Anruf, in dem ihr zu ihrer Einreichung gratuliert wurde, jedoch eine Zahlung von 75 US-$ als „Lesegebühr“ verlangt wurde. Hitchcock lehnte dies mit dem Hinweis ab, in der Anzeige sei kein Hinweis auf eine solche Gebühr enthalten. Ihre Einreichung wurde daraufhin abgelehnt. Verschiedene User schickten nach ersten Hinweisen zu Testzwecken absichtlich schlechte Texte an den Verlag, die mit einer einzigen Ausnahme ausnahmslos angenommen wurden, wobei jeweils entsprechende Gebühren variabler Höhe verlangt wurden. In den folgenden Monaten erschienen im Usenet zunehmend Warnungen vor den Praktiken von Woodside, unter anderem auch durch Hitchcock und den Autor Jack Mingo, die vor unlauteren Gebühren warnten. Der Besitzer von Woodside, James Leonard, reagierte darauf mit einer Kampagne gegen Hitchcock und Mingo. Mingo wurde fälschlich als Scharlatan verunglimpft, der von allen Verlagen abgelehnt worden sei. Im Dezember 1996 begann Leonard, im Usenet Hitchcocks Identität vorzutäuschen und in ihrem Namen Nachrichten abzusetzen. In Dutzenden Newsgroups verbreitete er gefälschte Nachrichten, in denen Hitchcock unter Angabe der vollen Adresse und Telefonnummer scheinbar Interesse an sadomasochistischen Usertreffen bekundete. Sie erhielt daraufhin Dutzende Anrufe täglich. Die Mailaccounts von Hitchcock, ihrem Ehemann und der ihres Arbeitgebers wurden über verschiedene Provider mit Spam geflutet.
Als Reaktion auf die gegen sie gerichtete Kampagne, gründete Hitchcock im Januar 1997 die Organisation „Working to Halt Online Abuse“ (WHOA) und suchte juristische Wege, sich zu wehren. Die Polizei in Maryland lehnte jedoch ein Eingreifen ab, da Belästigung und Stalking dort zu diesem Zeitpunkt nur bei direktem Personenkontakt strafbar waren. Auch das FBI lehnte Ermittlungen ab, da Stalking mittels Online-Methoden keine Bundesstraftat darstellte. Nachdem Hitchcock Anzeige erstattet hatte, nahmen die Belästigungen zu. In ihrem Namen wurden gefälschte CD- und Buchclub-Mitgliedschaften abgeschlossen. Eine Mitarbeiterin von Woodside beschuldigte Hitchcock des Betrugs, ihre Nachbarn und Arbeitgeber wurde kontaktiert, um Information (unter anderem Hitchcocks geänderte Telefonnummer) herauszufinden. Hitchcocks Anwalt erhielt anonyme Morddrohungen. Hitchcock selbst schaffte sich daraufhin zur Selbstverteidigung eine Schusswaffe an. Ihr Arbeitgeber erhielte fingierte Kündigungsnachrichten. Nachdem ein verdächtiges, unerwünschtes Päckchen geliefert worden war, riet die Polizei Hitchcock, sofort das Haus zu verlassen. Bei der Kontrolle stellte sich der Inhalt als Räucherwerk heraus.

### Juristisches Engagement
Hitchcock engagierte sich für Gesetzesänderungen, um auch Belästigungen auf elektronischem Wege belangen zu können und wandte sich an Samuel I. Rosenberg, als Repräsentanten ihres Bezirks im Abgeordnetenhaus von Maryland. Der von ihm eingereichte Gesetzentwurf zum Verbot von Online-Belästigung wurde 1997 zunächst nicht angenommen, aber bereits 1998 erklärte Maryland Belästigung durch E-Mails zum strafbaren Vergehen. Hitchcock trieb ihr Engagement durch landesweite Vortragsreisen und Aussagen vor verschiedenen Ausschüssen voran, in der Folge erließen die Bundesstaaten Maine, Kalifornien und New Hampshire entsprechende Gesetze gegen elektronische Belästigung. In einer Erklärung an den US-Kongress betonte Hitchcock 1999 die Notwendigkeit der Anerkennung von Cyberstalking als Bundesverbrechen, da Täter in anderen Bundesstaaten sonst häufig nicht verfolgt werden könnten. Das US-Repräsentantenhaus befürwortete zunächst den „Stalking und Victim Protection Act“, der jedoch vom US-Senat blockiert wurde.
Der Rechtsstreit zwischen Hitchcock und Woodside mit Klagen und Gegenklage zog sich über Jahre und endete 2001 mit einem Schuldbekenntnis von Woodside. Leonard wurde wegen Verschwörung zum Betrug mittels E-Mail und Falschbeschuldigung zu 9 Monaten Gefängnis und 3 Jahren Bewährung verurteilt, seine Angestellte aufgrund ihres schlechten Gesundheitszustandes zu einer reinen Bewährungsstrafe. Außerdem wurden Entschädigungen an Autoren gezahlt, auch an Hitchcock; die Details der diesbezüglichen Vereinbarung wurden nicht veröffentlicht. Der Fall Woodside wurde vielfach rezipiert und beschrieben und illustriert typische Strukturen des Online-Stalkings.

### Aktivismus gegen Cyberstalking
Hitchcock gilt heute als Expertin für Computerkriminalität, Cyberstalking und -bullying. Sie ist ehrenamtliche Mitarbeiterin des U.S. Department of Justice Office for Victims of Crime, des National Center for Victims of Crime und berät Gesetzgeber und Strafverfolgungsbehörden weltweit. Sie ist Präsidentin der Freiwilligenorganisation Working to Halt Online Abuse (WHOA) und WHOA-KTD (Kids/Teens Division) und hält Vorträge an Schulen und Universitäten zum Thema Internetsicherheit. Hitchcock gehört dem Editorial Board des International Journal of Cyber Crimes and Criminal Justice (IJCCCJ) an. Paul Bocij bezeichnete Jayne Hitchcock im Jahr 2006 als „vielleicht berühmteste Advokatin für Internetsicherheit“.
Hitchcock befürwortet die Verifizierung von Accounts in Sozialen Online-Netzwerken durch persönliche Identifizierung (z. B. durch Sozialversicherungsnummer oder Kreditkarte), um Cyberstalking vorzubeugen. Sie unterstützte einen Gesetzesentwurf, der es Datingportalen zur Auflage machen sollte, per Disclaimer bekannt zu machen, ob sie für ihre Nutzer Abfragen in Straftäterdatenbanken durchführen. Sie selbst lernte nach ihrer Scheidung einen neuen Partner über das Portal True.com kennen. Dieses hatte sie ausgewählt, da es als erstes Portal Hintergrundchecks der registrierten Nutzer durchführte, um Missbrauch einzudämmen.

## Auszeichnungen
- 2015: Mary Litynski Award der Messaging, Malware and Mobile Anti-Abuse Working Group[14]
- 2004: Champion for Change des Senders Lifetime Television

## Veröffentlichungen

### Stalking
- True Crime Online: Shocking Stories of Scamming, Stalking, Murder, and Mayhem. CyberAge Books, 2012
- Net Crimes & Misdemeanors: Outmaneuvering Web Spammers, Stalkers, and Con Artists. Information Today, 2002 (2. Auflage 2006)

### Kinderbücher
- Gil the Gecko. Barclay, 1995
- The Adventures of Gil the Gecko. Shiba Hill, 2011

### Andere
- Okinawa Tour Guide. Ryukyus International Foundation, 1993
- Folktales of Okinawa. Ryukyus International Foundation, 1994
- The Ghosts of Okinawa. Shiba Hill, 1996
- When I see you again. Shiba Hill, 2012